# Олаф Шмелер
Олаф Шмелер (нім. Olaf Schmäler, нар. 10 листопада 1969, Люнебург) — німецький футболіст, що грав на позиції нападника.
Виступав, зокрема, за клуби «Штутгарт», у складі якого ставав чемпіоном Німеччини, а також молодіжну збірну Німеччини.
Більшість ігрової кар'єри грав пліч-о-пліч зі своїм братом-близнюком Нільсом.

## Клубна кар'єра
У дорослому футболі дебютував 1987 року виступами за команду клубу «Айнтрахт» (Брауншвейг), в якій провів один сезон, взявши участь у 29 матчах чемпіонату. 
Своєю грою за цю команду привернув увагу представників тренерського штабу клубу «Штутгарт», до складу якого приєднався 1988 року. Відіграв за штутгартський клуб наступні чотири сезони своєї ігрової кар'єри. 1989 року був частиною команди, що дійшла до тогорічного фіналу Кубка УЄФА, в якому у двоматчевому протистоянні поступилася італійському «Наполі». Першу гру фіналу провів на лаві для запасних, а в другій вийшов на заміну наприкінці матчу і на останній хвилині відзначився забитим голом, якого, щоправда, виявилося недостатньо для загального успіху німецької команди. 1992 року у складі «Штуттгарта» виборов титул чемпіона Німеччини.
Протягом 1992—1993 років захищав кольори команди клубу «Вальдгоф», після чого вирішив завершити ігрову кар'єру.
Утім згодом, в сезоні 1995/96 провів одну гру за нижчоліговий «Гайльбронн».

## Виступи за збірну
Протягом 1990–1992 років залучався до складу молодіжної збірної Німеччини.

## Титули і досягнення
- Чемпіон Німеччини (1):

«Штутгарт»: 1991-1992